# 伯圖斯瓦克夫 (阿拉巴馬州)
伯圖斯瓦克夫（英語：Battles Wharf）是一個位於美國阿拉巴馬州鮑德溫縣的非建制地區。該地的面積和人口皆未知。

## 地理
伯圖斯瓦克夫的座標為30°29′40″N 87°55′40″E / 30.49436°N 87.92777°E，而該地最高點為海拔高度2米（即7英尺）。